# Lijst van spelers van het Israëlische voetbalelftal
Deze lijst van spelers van het Israëlische voetbalelftal geeft een overzicht van alle voetballers die minimaal dertig interlands achter hun naam hebben staan voor Israël. Onderstaande cijfers betreffen door de FIFA officieel erkende interlands en doelpunten.

## Overzicht
- Bijgewerkt tot en met verloren thuisduel tegen  Servië (0-2) op 9 februari 2011

| Naam speler         | Interlands | Goals | Debuut     | Laatst     |
| ------------------- | ---------- | ----- | ---------- | ---------- |
| Arik Benado         | 94         | 0     | 17/05/1995 | 08/09/2007 |
| Alon Harazi         | 88         | 1     | 09/09/1992 | 01/03/2006 |
| Amir Shelah         | 85         | 0     | 12/02/1992 | 01/09/2001 |
| Avi Nimni           | 80         | 17    | 12/02/1992 | 08/10/2005 |
| Yossi Benayoun      | 79         | 22    | 18/11/1998 | 07/09/2010 |
| Eyal Berkovich      | 78         | 9     | 12/02/1992 | 28/04/2004 |
| Tal Banin           | 77         | 12    | 16/05/1990 | 30/04/2003 |
| Nir Klinger         | 76         | 2     | 18/02/1987 | 31/03/1997 |
| Walid Badir         | 74         | 12    | 05/08/1997 | 08/09/2007 |
| Alon Hazan          | 72         | 5     | 28/03/1990 | 16/08/2000 |
| Idan Tal            | 69         | 6     | 18/02/1998 | 08/09/2007 |
| Haim Revivo         | 67         | 15    | 05/08/1992 | 11/10/2003 |
| Boni Ginzburg       | 62         | 0     | 10/06/1984 | 14/08/1996 |
| Tal Ben-Haim        | 57         | 0     | 23/02/2002 | 09/02/2011 |
| Mordechai Spiegler  | 57         | 24    | 26/05/1964 | 20/03/1977 |
| Dudu Awat           | 56         | 0     | 10/10/1999 | 09/02/2011 |
| Adoram Keisy        | 55         | 4     | 23/02/1994 | 15/11/2006 |
| Ronny Rosenthal     | 55         | 10    | 19/12/1984 | 08/06/1997 |
| Itzhak Shum         | 53         | 5     | 18/02/1969 | 18/11/1981 |
| Ronen Harazi        | 52         | 23    | 05/08/1992 | 28/03/1999 |
| Avi Cohen           | 51         | 3     | 22/09/1976 | 17/02/1988 |
| Nir Davidovich      | 50         | 0     | 18/02/1998 | 09/09/2009 |
| Shimon Gershon      | 50         | 4     | 18/01/1999 | 26/03/2008 |
| Eli Ohana           | 50         | 17    | 04/04/1984 | 20/08/1997 |
| Uri Malmilian       | 48         | 12    | 04/02/1976 | 22/05/1990 |
| Gidi Damti          | 47         | 13    | 02/03/1971 | 18/11/1981 |
| Moshe Sinai         | 47         | 7     | 25/02/1981 | 22/05/1990 |
| Nahum Stelmach      | 45         | 19    | 01/09/1956 | 10/01/1968 |
| Rafi Cohen          | 43         | 0     | 03/03/1992 | 03/06/2000 |
| Itzik Visoker       | 43         | 0     | 26/05/1964 | 04/02/1976 |
| Zvi Rozen           | 42         | 4     | 14/02/1968 | 04/12/1974 |
| Menahem Bello       | 41         | 0     | 13/06/1965 | 04/12/1974 |
| Felix Halfon        | 38         | 0     | 02/12/1992 | 18/03/1998 |
| Alon Mizrahi        | 37         | 17    | 02/12/1992 | 02/06/2001 |
| Yehoshua Feigenbaum | 36         | 15    | 15/06/1966 | 20/03/1977 |
| Omer Golan          | 36         | 8     | 28/04/2004 | 30/05/2010 |
| Yossi Abuksis       | 35         | 3     | 14/08/1996 | 11/10/2003 |
| Robi Young          | 35         | 4     | 19/03/1961 | 23/04/1969 |
| Ran Ben-Shimon      | 34         | 0     | 09/09/1992 | 13/11/1999 |
| Haim Bar            | 32         | 1     | 04/12/1974 | 08/11/1983 |
| Rahamim Talbi       | 32         | 4     | 13/06/1965 | 28/05/1973 |
| David Amsalem       | 31         | 0     | 08/04/1992 | 17/11/1999 |
| Reuven Atar         | 31         | 3     | 08/02/1989 | 30/04/1997 |
| David Primo         | 31         | 0     | 26/05/1964 | 15/12/1976 |
| Itzik Zohar         | 31         | 9     | 12/02/1992 | 03/09/2000 |
| Moshe Glam          | 30         | 1     | 24/03/1993 | 05/08/1997 |
| Yaniv Katan         | 30         | 5     | 03/06/2000 | 05/09/2009 |
| Amatsia Levkovich   | 30         | 1     | 15/01/1958 | 13/06/1965 |
| Shmuel Rosenthal    | 30         | 1     | 13/06/1965 | 15/11/1973 |

IFA · A-internationals · Kwalificatiewedstrijden · Bondscoaches · Statistieken · Israëlisch vrouwenelftal · Olympisch elftal · Israël U21 · Israël U20 · Israël U19 · Israël U18 · Israël U17 · Israël U16
1934 – 1939 · 
1940 – 1949 · 
1950 – 1959 · 
1960 – 1969 · 
1970 – 1979 · 
1980 – 1989 · 
1990 – 1999 · 
2000 – 2009 · 
2010 – 2019 ·
2020 − 2029
WK 1970
1934 · 
1935–1937 · 
1938 · 
1939 · 
1948 · 
1941–1947 · 
1948 · 
1949 · 
1950 · 
1951–1952 · 
1953 · 
1954 · 
1955 · 
1956 · 
1957 · 
1958 · 
1959 · 
1960 · 
1961 · 
1962 · 
1963 · 
1964 · 
1965 · 
1966 · 
1967 · 
1968 · 
1969 · 
1970 · 
1971 · 
1972 · 
1973 · 
1974 · 
1975 · 
1976 · 
1977 · 
1978 · 
1979 · 
1980 · 
1981 · 
1982 · 
1983 · 
1984 · 
1985 · 
1986 · 
1987 · 
1988 · 
1989 · 
1990 · 
1991 · 
1992 · 
1993 · 
1994 · 
1995 · 
1996 · 
1997 · 
1998 · 
1999 · 
2000 · 
2001 · 
2002 · 
2003 · 
2004 · 
2005 · 
2006 · 
2007 · 
2008 · 
2009 · 
2010 · 
2011 · 
2012 · 
2013 · 
2014 · 
2015 ·
2016 ·
2017 ·
2018 ·
2019 ·
2020 ·
2021 ·
2022 ·
2023
Albanië · 
Andorra ·
Argentinië ·
Armenië ·
Australië ·
Azerbeidzjan ·
België ·
Bosnië en Herzegovina ·
Brazilië ·
Bulgarije ·
Chili ·
Colombia ·
Cyprus ·
Denemarken ·
Duitsland ·
Engeland ·
Estland ·
Ethiopië ·
Faeröer ·
Filipijnen ·
Finland ·
Frankrijk ·
Georgië ·
GOS ·
Griekenland ·
Guatemala ·
Honduras ·
Hongarije ·
Hongkong ·
Ierland ·
IJsland ·
India ·
Iran ·
Italië ·
Ivoorkust ·
Japan ·
Joegoslavië ·
Kosovo ·
Kroatië ·
Letland ·
Liechtenstein ·
Litouwen ·
Luxemburg ·
Maleisië ·
Malta ·
Mexico ·
Moldavië ·
Montenegro ·
Myanmar ·
Nederland ·
Nieuw-Zeeland ·
Noord-Ierland ·
Noord-Macedonië ·
Noorwegen ·
Oekraïne ·
Oezbekistan ·
Oostenrijk ·
Pakistan ·
Polen ·
Portugal ·
Roemenië ·
Rusland ·
San Marino ·
Schotland ·
Servië ·
Singapore ·
Slovenië ·
Slowakije ·
Sovjet-Unie ·
Spanje ·
Taiwan ·
Thailand ·
Tsjechië ·
Turkije ·
Uruguay ·
Verenigde Staten ·
Wales ·
Wit-Rusland ·
Zambia ·
Zuid-Afrika ·
Zuid-Korea ·
Zuid-Vietnam ·
Zweden ·
Zwitserland